# Vincent Ongandzi
Vincent Ongandzi (Meyos, 22 novembre 1975) è un ex calciatore camerunese, di ruolo portiere.

## Carriera

### Club
Ha giocato nel campionato camerunese, sudafricano e cipriota.

### Nazionale
Con la nazionale ha partecipato alla Coppa d'Africa nel 1996 e nel 1998.